# Manuel (australisk häst)
Manuel, född 27 september 2013, död 24 januari 2020, var ett australiskfött engelskt fullblod, mest känd för att ha segrat i grupp 1-löpet C F Orr Stakes (2019).

## Bakgrund
Manuel var en brun valack efter Commands och under Girl Hussler (efter Hussonet). Han föddes upp av Segenhoe Thoroughbreds Australia Pty Ltd och ägdes av G R Lechte, J Lechte, Pipeliner Bloodstock. Han tränades av Tony & Calvin McEvoy.

## Karriär
Manuel sprang under tävlingskarriären in 811 950 AUD på 29 starter, varav 8 segrar, 6 andraplatser och 2 tredjeplatser. Han tog karriärens största seger i C F Orr Stakes (2019).
Då Manuel segrade i 2019 års upplaga av C F Orr Stakes på Caulfield Racecourse, ledde han hela löpet, trots att han var spelad till skrälloddset 20/1. Detta var Manuels första start i ett grupp 1-löp.

## Död
Den 24 januari 2020 tvingades Manuel att avlivas på Moonee Valley Racecourse, då han skadade sig allvarligt efter att ha gått omkull i Australia Stakes.